# Cocoa (Florida)
Cocoa [ˈkoʊkoʊ] ist eine Stadt im Brevard County im US-Bundesstaat Florida. Das U.S. Census Bureau hat bei der Volkszählung 2020 eine Einwohnerzahl von 19.041 ermittelt.

## Geographie
Cocoa grenzt im Süden an die Stadt Rockledge und liegt am Intracoastal Waterway in unmittelbarer Nähe zur Atlantikküste. Die Stadt befindet sich rund 20 km südlich von Titusville und 70 km östlich von Orlando.

## Religionen
In Cocoa gibt es derzeit 66 verschiedene Kirchen aus 18 verschiedenen Konfessionen. Unter den zu einer Konfession gehörenden Kirchen ist die Baptistengemeinde mit 15 Kirchen am stärksten vertreten. Es gibt 19 zu keiner Konfession gehörende Kirchen (Stand: 2004).

## Demographische Daten
Laut der Volkszählung 2010 verteilten sich die damaligen 17.140 Einwohner auf 8.603 Haushalte. Die Bevölkerungsdichte lag bei 888,1 Einw./km². 59,2 % der Bevölkerung bezeichneten sich als Weiße, 31,3 % als Afroamerikaner, 0,5 % als Indianer und 1,1 % als Asian Americans. 5,1 % gaben die Angehörigkeit zu einer anderen Ethnie und 2,8 % zu mehreren Ethnien an. 11,3 % der Bevölkerung bestand aus Hispanics oder Latinos.
Im Jahr 2010 lebten in 28,6 % aller Haushalte Kinder unter 18 Jahren sowie 30,6 % aller Haushalte Personen mit mindestens 65 Jahren. 59,7 % der Haushalte waren Familienhaushalte (bestehend aus verheirateten Paaren mit oder ohne Nachkommen bzw. einem Elternteil mit Nachkomme). Die durchschnittliche Größe eines Haushalts lag bei 2,36 Personen und die durchschnittliche Familiengröße bei 2,96 Personen.
26,0 % der Bevölkerung waren jünger als 20 Jahre, 24,0 % waren 20 bis 39 Jahre alt, 27,4 % waren 40 bis 59 Jahre alt und 22,5 % waren mindestens 60 Jahre alt. Das mittlere Alter betrug 40 Jahre. 47,7 % der Bevölkerung waren männlich und 52,3 % weiblich.
Das durchschnittliche Jahreseinkommen lag bei 33.411 $, dabei lebten 26,8 % der Bevölkerung unter der Armutsgrenze.
Im Jahr 2000 war Englisch die Muttersprache von 92,72 % der Bevölkerung, spanisch sprachen 5,03 % und 2,25 % hatten eine andere Muttersprache.

## Partnerstädte
- Beit Shemesh,  Israel

## Sehenswürdigkeiten
Folgende Objekte sind im National Register of Historic Places gelistet:
- Aladdin Theater
- Cape Canaveral Air Force Station
- City Point Community Church
- Porcher House

Das Brevard Museum of History and Natural Science zeigt zahlreiche, für die Frühgeschichte Amerikas wichtige archäologische Funde aus der Fundstelle Windover bei Titusville, wo im dortigen Windover bog 1982 die Überreste von mindestens 168 Moorleichen aus dem 6. Jahrtausend v. Chr. ausgegraben wurden.

## Wirtschaft
Kel-Tec CNC Industries, der drittgrößte Hersteller von Pistolen in den USA, hat seinen Sitz in Cocoa.

## Bildung

### Schulen
- Cambridge Elementary School
- Endeavour Elementary Magnet School
- Enterprise Elementary School
- Fairglen Elementary School
- Ronald McNair Magnet Middle School
- Brevard Adult Education Center (früher: Clearlake Middle School)[7]
- Cocoa High School

### Universität
- Campus Cocoa der University of Central Florida[8]

## Verkehr
Cocoa wird von der Interstate 95, vom U.S. Highway 1 (SR 5) sowie den Florida State Roads 501, 520, 524 und 528 (Martin Andersen Beachline Expressway) durchquert. Der nächste Flughafen ist der Melbourne International Airport (rund 35 km entfernt).

## Kriminalität
Die Kriminalitätsrate lag im Jahr 2010 mit 1096 Punkten (US-Durchschnitt: 266 Punkte) im sehr hohen Bereich. Es gab zwei Morde, 20 Vergewaltigungen, 75 Raubüberfälle, 345 Körperverletzungen, 474 Einbrüche, 892 Diebstähle, 65 Autodiebstähle und vier Brandstiftungen.

## Persönlichkeiten
- Jamel Dean (* 1996), American-Football-Spieler
- C. J. Gardner-Johnson (* 1997), American-Football-Spieler